# ناحیه لیتون، میشیگان
ناحیه لیتون (به انگلیسی: Leighton Township) یک منطقهٔ مسکونی در ایالات متحده آمریکا است که در شهرستان آلگان، میشیگان واقع شده‌است.
 ناحیه لیتون ۹۲٫۲ کیلومتر مربع مساحت و ۴٬۹۳۴ نفر جمعیت دارد و ۲۶۸ متر بالاتر از سطح دریا واقع شده‌است.